# Kazirabagore
Kazirabagore är ett periodiskt vattendrag i Burundi.   Det ligger i provinsen Bubanza, i den nordvästra delen av landet, 24 kilometer norr om huvudstaden Bujumbura.
Omgivningarna runt Kazirabagore är huvudsakligen savann. Runt Kazirabagore är det tätbefolkat, med 319 invånare per kvadratkilometer.